# Municipio de Ord (condado de Antelope)
El municipio de Ord (en inglés: Ord Township) es un municipio ubicado en el condado de Antelope en el estado estadounidense de Nebraska. En el año 2010 tenía una población de 79 habitantes y una densidad poblacional de 0,85 personas por km².

## Geografía
El municipio de Ord se encuentra ubicado en las coordenadas 42°8′21″N 98°8′52″O / 42.13917, -98.14778. Según la Oficina del Censo de los Estados Unidos, el municipio tiene una superficie total de 92.72 km², de la cual 92,19 km² corresponden a tierra firme y (0,57 %) 0,53 km² es agua.

## Demografía
Según el censo de 2010, había 79 personas residiendo en el municipio de Ord. La densidad de población era de 0,85 hab./km². De los 79 habitantes, el municipio de Ord estaba compuesto por el 100 % blancos. Del total de la población el 0 % eran hispanos o latinos de cualquier raza.